# Тиран-малюк білобровий
Тиран-малюк білобровий (Zimmerius petersi) — вид горобцеподібних птахів родини тиранових (Tyrannidae). Ендемік Венесуели. Раніше вважався конспецифічним з венесуельським тираном-малюком, однак за результатами молекулярно-генетичного дослідження, опублікованого у 2013 році, був визнаний окремим видом.

## Опис
Довжина птаха становить 11,5 см, вага 10,1 г. Верхня частина тіла оливково-зелена, нижня частина тіла біла. Через очі проходять темні смуги, над і під очима проходять білі смуги. Пера на крилах мають жовті края.

## Поширення і екологія
Білоброві тирани-малюки мешкають в горах Прибережного хребта на півночі Венесуели, від південної Лари на схід до Міранди. Вони живуть в гірських і рівнинних вологих тропічних лісах. Зустрічаються на висоті від 400 до 3000 м над рівнем моря, переважно на висоті від 1200 до 2400 м над рівнем моря.